# تیکان اوبا
تیکان اوبا (به ترکی آذربایجانی: Tikanoba) یک منطقه مسکونی در جمهوری آذربایجان است که در شهرستان خاچماز واقع شده است. تیکان اوبا ۳۷۱ نفر جمعیت دارد.